# Ministerstwo Rolnictwa, Rozwoju regionalnego i Środowiska (Mołdawia)
Ministerstwo Rolnictwa, Rozwoju Regionalnego i Środowiska Mołdawii (rum. Ministerul Agriculturii, Dezvoltării Regionale și Mediului) jest jednym z dziewięciu ministerstw wchodzących w skład rządu Mołdawii.
W 2017 roku w ramach rekonstrukcji rządu Ministerstwo Rozwoju Regionalnego i Budownictwa zmieniło nazwę na Ministerstwo Rolnictwa, Rozwoju regionalnego i Środowiska,  oraz przejęło obowiązki Ministerstwa Rolnictwa i Przemysłu Spożywczego oraz Ministerstwa Środowiska, stając się ich prawnym następcą. Od 14 listopada 2019 ministerstwo jest kierowane przez Iona Perju